# Derolus aureus
Derolus aureus es una especie de escarabajo longicornio del género Derolus, tribu Cerambycini, subfamilia Cerambycinae. Fue descrita científicamente por Lepesme & Breuning en 1958.

## Descripción
Mide 10-12 milímetros de longitud.

## Distribución
Se distribuye por República Democrática del Congo.